# Amédée Henri Guillemin
Ne doit pas être confondu avec Amédée Guillemin ou Henri Guillemin.
Amédée Henri Guillemin (1860-1941) est un général de division français, dont le nom est associé à la Première Guerre mondiale. Il fut aussi brièvement Directeur des services de l'aéronautique en 1917.

## Biographie
Amédée Henri Guillemin est né le 30 avril 1860 à Toulon (Var), il est le fils de Amédée Guillemin. Élève de l'École polytechnique, il intègre ensuite l'École d'application de l'artillerie et du génie.
Le 1er octobre 1884 il est nommé lieutenant au 5e Régiment d'Artillerie. En 1903 il est lieutenant et passe à l'état-major général de l'armée. En 1913 il est colonel. Lorsque la guerre éclate, il est chef-adjoint du cabinet du ministre de la Guerre.
Le 11 avril 1915 il est placé à la tête d'une brigade d'infanterie. Il est nommé général de brigade peu après et le 14 juin 1915 il prend le commandement d'une division d'infanterie. Le 25 juin 1916 il est cité à l'ordre de l'armée.
Le 10 février 1917, le général Lyautey, ministre de la Guerre, qui souhaite mettre un terme à « la crise organisationnelle aiguë qui mine l’aéronautique », crée une Direction de l'aéronautique et la confie au général Guillemin. Celui-ci est chargé d’assurer la Haute Direction des Services aéronautiques à l’Intérieur et aux Armées et d’en assurer la coordination avec les Services aéronautiques de la Marine et des armées alliées. Cette mission tourne court assez rapidement, un Sous-secrétariat d'État de la Guerre chargé de l'Aéronautique militaire est créé et le général Guillemin doit quitter ses fonctions le 20 mars 1917, au moment de la chute du cabinet d'Aristide Briand, remplacé par Alexandre Ribot.
Le 21 mars 1917, soit le lendemain, le général Guillemin est fait Commandeur de la Légion d'honneur. En avril 1917, il reprend le commandement d'une division d'infanterie, la 131e.